# Zégo
Zégo è una città e sottoprefettura della Costa d'Avorio appartenente al dipartimento di Divo. Conta una popolazione di 24 994 abitanti (censimento 2014).